# Климент IX
Климент IX (лат. е римски папа в периода от 1667-1669 г. Светското му име е Джулио Роспильози (итал. Giulio Rospigliosi).
Джулио Роспильози е роден на 28 януари 1600 г. в Пистория. Изучавал философия и теология в Университета в Пиза. През 1644 бил нунций в Испания. През 1657 г. е назначен за кардинал. Ръководил създадената по времето на Урбан VIII Конгрегация по държавните дела. Това била длъжност, съответстваща на днешния статус секретар. Под натиска на Франция конклава избрал Роспилози за папа. Неговият непотизъм бил умерен. Роднини на папата не участвали в църковните дела.
Климент IX бил страстен любител на оперна музика и подпомогнал построяване на музикален театър на мястото на стария градски затвор. Преди смъртта си папата научил за загубата на Кандия (днешен Ираклион) – последния християнски бастион на завзетия от турците Крит. Папският флот, изпратен там под командването на Винченцо Роспильози, претърпял загуба на 6 септември 1669 г.